# اونتریو
اونتریو (به فرانسوی: Anterrieux) یک کمون در فرانسه است که در canton of Chaudes-Aigues واقع شده‌است. اونتریو ۱۶٫۱۶ کیلومتر مربع مساحت دارد ۹۶۰ متر بالاتر از سطح دریا واقع شده‌است.